# Eburia terroni
Eburia terroni es una especie de escarabajo longicornio del género Eburia, tribu Eburiini, familia Cerambycidae. Fue descrita científicamente por Noguera en 2002.
Se distribuye por México.

## Descripción
La especie mide 12,3-14,3 milímetros de longitud. El período de vuelo ocurre en los meses de mayo y agosto.